# Acarina
(sugere-se merge com Ácaro pois são ambos subclasse Acari (Q19137) causando confusão)

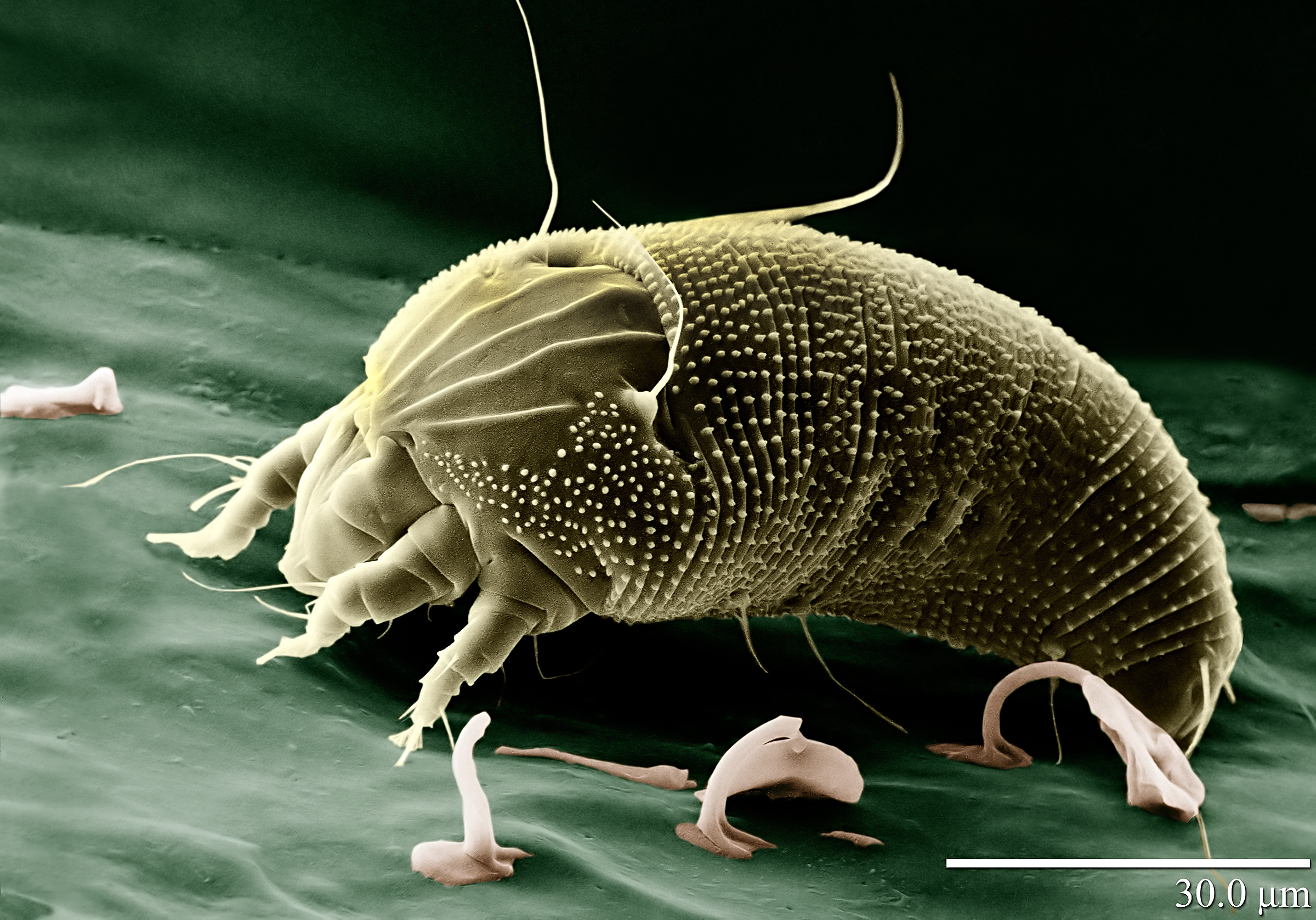
Aceria anthocoptes.

Acarina, também frequentemente designada por Acari, é uma subclasse de artrópodes da classe Arachnida que inclui a generalidade das espécies que recebem o nome comum de ácaros e carrapatos. O grupo tem natureza cosmopolita, estando representado na generalidade dos habitats e zonas climáticas.

## Descrição
São pequenos, muitos chegam a ser microscópicos, e apresentam o cefalotórax e o abdómen fundidos e não segmentados, cobertos por uma carapaça protetora.
Estão distribuídos por todo o planeta, até mesmo em regiões polares, desertos e fontes termais. São comuns em todos os lugares, alimentando-se de material vegetal e animal, fresco ou em putrefação, além de seivas de plantas, pele, sangue e outros tecidos de vertebrados terrestres.
Acredita-se que a miniaturização tenha sido um fator fundamental no sucesso dos ácaros, permitindo a exploração de habitats não-acessíveis a aracnídeos maiores. Muitos são parasitas e por isso assume importância económica.
Apresentam desenvolvimento indireto, com estágio larval de seis patas que, após uma muda, origina um indivíduo de oito patas.
Carrapatos alimentam-se de sangue de répteis, aves e mamíferos, utilizando suas pinças bucais sugadoras. Chegam a expandir o corpo quando repletos de sangue.
Os hábitos alimentares são muito variados, mas conservam a característica dos aracnídeos de ingerir líquidos e, no caso de alimentos sólidos, realizar digestão externa que prepara o alimento para a ingestão.
Alguns ácaros causam sérios problemas para plantações de algodão e árvores frutíferas, entre outras.
Entre os ácaros parasitas do homem, existem os que atingem os folículos pilosos e glândulas sebáceas, como Demodex folliculorum, e parasitas cutâneos, como Sarcoptes scabiei, o causador da sarna humana. Este forma túneis na epiderme e liberta secreções que provocam forte irritação. A deposição contínua de ovos nos túneis garante a perpetuação da infestação. O contato com áreas infestadas da pele pode transmitir o ácaro para outro hospedeiro.

## Taxonomia
A filogenia do grupo Acari ainda é disputada e vários esquemas classificatórios tem sido propostos. A terceira edição do livro A Manual of Acarology usa o sistema de seis ordens agrupadas em duas superordens:
- Superordem Parasitiformes
  - Ordem Opilioacarida
  - Ordem Holothyrida
  - Ordem Ixodida
  - Ordem Mesostigmata
- Superordem Acariformes
  - Ordem Trombidiformes
  - Ordem Sarcoptiformes

Um terceiro grupo era reconhecido em classificações mais antigas, os Opilioacariformes, mas análises moleculares demonstraram que ele estava inserido no grupo dos Parasitiformes.